# Gastonia, North Carolina
Gastonia är administrativ huvudort i Gaston County i North Carolina. Staden har fått sitt namn efter domaren och politikern William J. Gaston. Enligt 2010 års folkräkning hade Gastonia 71 741 invånare.